# Marta Yolanda Díaz-Durán
Pour les articles homonymes, voir Díaz.
Marta Yolanda Díaz-Durán Alvarado, née au Guatemala le 21 mars 1968, est une journaliste, productrice d'émissions et professeure d'université guatémaltèque.
Elle a été poursuivie en justice par le vice-président du Guatemala en 2009 pour un article d'opinion paru dans le Siglo Veintiuno. La Cour constitutionnelle du Guatemala a confirmé son droit à la liberté de pensée et rejeté les poursuites pénales.

## Biographie
Marta Yolanda Díaz-Durán Alvarado naît le 21 mars 1968 à Guatemala City, au Guatemala. Elle effectue des études supérieures, obtient un diplôme en administration des affaires et en économie à l'université Francisco Marroquín, puis elle poursuit une maîtrise en sciences sociales.
Elle enseigne l'économie et la rhétorique au Centre Henry Hazlitt de l'université où elle a été formée.
Elle devient chroniqueuse pour le journal guatémaltèque Siglo Veintiuno, publie une chronique hebdomadaire et elle est l’animatrice et la productrice des programmes radiophoniques analytiques Todo a pulmón (tous les poumons) et «4Puntos» (quatre points) qui évaluent les questions d’un point de vue culturel, économique, juridique et politique. Elle produit aussi deux émissions culturelles Ecléctico et un programme de révision musicale, Contravía.
Avec ses partenaires Jorge Jacobs et Eduardo Zapeta, Marta Yolanda Díaz-Durán est la cofondatrice du Global Pléyades Consulting en 1998, qui est élargi pour inclure María Dolores Arias ; c'est une organisation de diffusion des médias qui opère au Guatemala et diffuse dans 84 pays via la radio, Internet et Twitter.
Marta Yolanda Díaz-Durán publie des articles dans des revues professionnelles, dans des médias électroniques ; ses écrits sont à l'échelle nationale et internationale. Pendant plus de quatre ans, elle est la productrice du programme Millennium 3 sur Emisoras Unidas, et en 2002 elle anime le programme de débat télévisé Libertarians diffusé sur la chaîne câblée Guatevisión.

### Affaire Rosenberg
Le 10 mai 2009, l'avocat Rodrigo Rosenberg est tué. Après sa mort, une vidéo laissée par celui-ci et publiée à titre posthume, allègue que les responsables de sa mort seraient Álvaro Colom, le président du Guatemala ; son épouse, Sandra Torres ; le secrétaire personnel du président, Gustavo Alejos ; l'homme d'affaires Gregorio Valdéz, et d'autres personnalités. L'enregistrement de Rodrigo Rosenberg indique que ceux qui l'auraient tué sont également responsables de l'assassinat de son client, l'industriel Khalil Musa, en avril 2009. Les allégations de cet enregistrement provoquent une crise pour le gouvernement jusqu'à ce que des preuves disculpent le président.
Le 31 août 2009, Marta Yolanda Díaz-Durán publie une chronique intitulée « Baiser de l'épée » dans le journal Siglo Veintiuno. Dans cet article, elle écrit à propos d'une réunion entre Rodrigo Rosenberg et Rafael Espada, vice-président du Guatemala, pour discuter de l'assassinat de Musa. Après la réunion, Rodrigo Rosenberg aurait déclaré à deux sources non identifiées proches de lui, qu'il avait reçu des menaces de mort ; et de fait, Rodrigo Rosenberg est lui-même tué une semaine après sa rencontre avec le vice-président.
Le vice-président Rafael Espada dépose le 1er septembre 2009 une plainte pénale contre Marta Yolanda Díaz-Durán, pour calomnie et diffamation. Il déclare qu'il n'avait jamais rencontré Rodrigo Rosenberg et qu'il ne le connaissait pas. Marta Yolanda Díaz-Durán refuse de divulguer ses sources et demande la protection du tribunal pour sa liberté de pensée.
Les organisations de défense des droits de l'homme et différents journalistes suivent le procès contre Marta Yolanda Díaz-Durán,,. En août 2010, la Cour constitutionnelle rejette la plainte du vice-président au motif que la chroniqueuse est « protégée par le droit à la liberté de pensée ».

## Crédit d'auteurs
- (en) Cet article est partiellement ou en totalité issu de l’article de Wikipédia en anglais intitulé « Marta Yolanda Díaz-Durán » (voir la liste des auteurs).